# Epidendrum longirepens
Epidendrum longirepens là một loài thực vật có hoa trong họ Lan. Loài này được (C.Schweinf.) C.Schweinf. mô tả khoa học đầu tiên năm 1953.